# Јужнохерцеговачки партизански одред
Јужнохерцеговачки народноослободилачки партизански одред био је јединица у саставу НОВЈ од новембра 1943. до јуна 1944, када су његови борци прешли у 13. и 14. херцеговачку бригаду НОВЈ.

## Позадина
После капитулације Италије, септембра 1943, створени су у источној Херцеговини повољнији услови за масовну мобилизацију и разбијање четника. У јесен 1943. 10. херцеговачка бригада формирала је низ малих НОП одреда, јачине 30-100 бораца, издвајајући из својих редова за њих само по једног руководиоца. Тако су у септембру и октобру формирани: Влаховићки, Поповски, Шумски, Дабарски (Миро Попара), Билећки (Баљачки), Столачки и Удрежањски, а у новембру Невесињска пушка, Бишина, Дулићки (Гатачки), Бјелимићки и Планински НОП одред. Главни задатак тих одреда био је мобилизација бораца за јединице НОВ, политички рад, организација народне власти, обавештајна служба и извођење диверзија и напада на комуникације. Територија тих одреда, због њихове мале снаге, није одређивана. Ослонац им је обично био село или предео по којем су носили име. Углавном, дејствовали су самостално, али и у саставу ударних група (касније бригада). Значајније самосталне акције имали су Билећки (заузимање Билеће), Дабарски (разбијање једне колоне од 150 италијанских војника и четника) и Столачки (одбијање немачке чете из села Пребиловаца).

## Ратни пут Одреда

### Формирање и састав
Јужнохерцеговачки НОПО формиран је 23. новембра 1943. обједињавањем дотада формираних мањих одреда. У његов састав ушли су: Билећки, Влаховићки, Шумски и Поповски НОП одред са око 300 бораца. Од њих су одмах формирана 3 батаљона: Михаило Ћузулан, Поповски и Саво Беловић, Шумска и Билећка чета. До краја године Шумска чета прерасла је у батаљон Раде Правица, а формиран је и нови батаљон Марко Михић и Ситничка чета.

### Борбена дејства
Одред је дејствовао на територији Билеће, Требиња, Љубиња, Стоца, око Мостара и у граничним деловима никшићког (Берани) и дубровачког среза (Конавли и Бобани). Његови основни задаци били су мобилизација нових бораца за бригаде 29. херцеговачке дивизије НОВЈ, помоћ органима народне власти, спречавање непријатељског саобраћаја на комуникацијама, обезбеђење слободне територије и напади на мање непријатељске колоне и упоришта, а нарочито борба против четника. Одред је најчешће дејствовао по батаљонима и био врло активан на прузи Дубровник-Мостар.
У мају 1944. под притиском непријатеља, потпуно се распала Пребиловачка чета, а Љубинска је преполовљена, док је Поповски батаљон са 90 бораца упућен у 11. херцеговачку бригаду. У одбрамбеним борбама 29. дивизије НОВЈ у јулу 1944, Одред је успешно задржавао продор немачких и четничких снага од Стоца; његов батаљон Саво Беловић у то време је ушао у састав 13. херцеговачке бригаде. У августу је формиран Дубравски батаљон, који је, такође, ушао у 13. херцеговачку бригаду као њен 2. батаљон.
Одред је расформиран 10. септембра 1944, а његова 3 батаљона (Марко Михић, Михаило Ћузулан и Раде Правица) ушли су у 14. херцеговачку бригаду као њен 2, 3. и 4. батаљон.